# Dyscia theodoraria
Dyscia theodoraria là một loài bướm đêm trong họ Geometridae.